# Ányama
Ányama este un oraș din Coasta de Fildeș. Este o suburbie a orașului Abidjan, situată la o distanță de 20 km nord de acesta.